# Planchonella grayana
Planchonella grayana là một loài thực vật có hoa trong họ Hồng xiêm. Loài này được H.St.John miêu tả khoa học đầu tiên năm 1934.